# 第二次マズーリ湖攻勢
第二次マズーリ湖攻勢（だいにじマズーリここうせい）とは、1915年冬の中央同盟国による攻勢である。この攻勢はヴィスワ川より先に進軍することとロシアを戦争から脱落させることを意図していた。

## 背景
中央同盟国は1915年の初めに東部戦線での4つの攻勢を計画した。ヒンデンブルク率いるドイツ軍は第一次マズーリ湖の戦いとウッチの戦いで西ポーランドを占領していたが、さらに戦線を東に進めようと企てた。オーストリア・ハンガリー帝国はカルパティア山脈を経由してロシア軍を攻撃し、リヴィウまで進軍しようとした。さらにスヴェトザル・ボロイェヴィッチはプシェムィシルの包囲を緩めようとした。

## 経過
エーリッヒ・フォン・ファルケンハインはこの戦争でまず西部戦線で勝利を収めるべきだと考えていた。それにもかかわらず4つの軍団が西部戦線から東部戦線の司令官であるヒンデンブルクに移された。1915年の1月までにドイツの全兵力のうち６%が東部戦線に展開していた。
ドイツ第9軍は1月の終わりにシュレージエンからポーランドに侵攻した。ドイツは催涙ガスで攻撃しようしたが、風向きが変わり、ドイツの攻勢は止めることになった。一方ロシア軍は一人の軍団長が11個師団を指揮して、反撃を行ったがわずか3日で４万人を失うことになった。東プロイセンはマズーリ湖の間に多くの塹壕が展開されており、ロシアの更なる侵攻を防いだ。それらの地域はオットー・フォン・ベロウ率いるドイツ第9軍によって守られていた。ドイツ軍は新たに到着した軍団により、第9軍を強化し、残りの兵力を集結させドイツ第10軍を形成した。ドイツ第10軍はヘルマン・フォン・アイヒホルンによって率いられ、ドイツの左翼を担うことになった。そしてドイツ第10軍はロシア第10軍を包囲しようとした。パベル将軍率いる新しいロシア12軍はポーランドから100kmほど南西の地域に集結しつつあった。
ロシア第10軍のシバース将軍は南西方面軍の指揮官であるニコライ・ルズキーに南西方面軍方面への攻勢が予想されると警告したが、無視された。2月7日に豪雪を押して、左翼のオットー・フォン・ベロウ下第8軍がシバーズ将軍に向け、攻撃を仕掛けた。1914年の12月まで物資の補給が滞っていたため、ロシア第8軍の塹壕は浅く、また個々の塹壕が連結していておらず、有刺鉄線もほとんど設置されていなかった。2月8日にはドイツ10軍も進軍を開始した。積雪の高さは人の背丈よりも高かったため、最初の2日間のドイツ軍の進軍は遅れた。また道路以外の地面は沼地と化しており、戦闘することは難しかった。このような困難な状況にもかかわらず、ドイツ軍は1週間で120km前進し、ロシア軍との衝突で損害を出した。ロシア軍の撤退に応じて、中央のドイツ第8軍は前進速度をより早めた。それによりロシア軍の撤退は無秩序になり、多くの兵士が捕虜となった。ロシア軍のはドイツ10軍の伸び切った側面に対して反撃をしたが、失敗した。ドイツ軍は捕虜に対して、火器は奪ったものの食料の補給は怠らなかった。雪は強い雨に溶けてしまった。2月18日、アウグストゥフの原生林にてロシア第20軍団の将軍がドイツ第10軍に降伏した。2月21日に、軍団の残存兵が降伏した。
ロシア第20軍団の英雄的な抵抗はロシア第10軍の残存戦力が撤退し、新たな防衛線を構築するための十分な時間を確保した。2月22日、ロシア12軍が反撃し、ドイツ軍の更なる前進を止めて、第二次マズーリ湖攻勢が終わった。この戦いでロシア軍は92000人の捕虜と300の火砲を失った。一方ドイツは7500人と14の火砲の損害を出した。
ドイツ軍はオソィウェッツのロシアの要塞を包囲したが、奪取することはできなかった。

## 結果
第二次マズーリ湖攻勢でドイツはロシアへの足がかりを手に入れた。一方ロシア側もそれ以上の前進は防いだ。この戦いの後の数週間でドイツは東プロイセンに僅かに残っていたロシア軍を完全に追い払った。
さらに南ではアレクサンダー・フォン・リンシンゲンの攻勢が失敗に終わり、プシェムィシルの要塞はロシアによって降伏させられた。明らかにオーストリア・ハンガリー帝国による1915年の攻勢は失敗した。これ以後オーストリア・ハンガリー帝国とドイツはより緊密な連携の元に行動するようになった。